# Chaplin som Millionær
Chaplin som Millionær er en amerikansk stumfilm fra 1914 af Mack Sennett.

## Medvirkende
- Marie Dressler som Tillie Banks.
- Mabel Normand som Mabel.
- Charles Chaplin som Charlie.
- Mack Swain som John Banks.
- Charles Bennett som Banks